# Torres Terra Sarda 2003-2004
Questa voce raccoglie le informazioni riguardanti la Torres Terra Sarda nelle competizioni ufficiali della stagione 2003-2004.

## Organigramma societario
Area amministrativa
- Presidente: Leonardo Marras

Area tecnica
- Allenatore: Salvatore Arca

## Rosa
| N. |                   | Ruolo | Calciatrice     |
| -- | ----------------- | ----- | --------------- |
|    | Italia (bandiera) | P     | Carla Brunozzi  |
|    | Italia (bandiera) | P     | Tatiana Winkler |
|    | Italia (bandiera) | D     | Eleonora Carrus |
|    | Italia (bandiera) | D     | Martina Cortesi |
|    | Italia (bandiera) | D     | Valeria Glino   |
|    | Italia (bandiera) | D     | Nadia Grassi    |
|    | Italia (bandiera) | D     | Luisa Marchio   |
|    | Italia (bandiera) | D     | Gioia Masia     |
|    | Italia (bandiera) | D     | Monica Placchi  |
|    | Italia (bandiera) | D     | Elisabetta Tona |
|    | Italia (bandiera) | D     | Paola Zonza     |
|    | Italia (bandiera) | C     | Manuela Carboni |

| N. |                      | Ruolo | Calciatrice         |
| -- | -------------------- | ----- | ------------------- |
|    | Italia (bandiera)    | C     | Samantha Ceroni     |
|    | Italia (bandiera)    | C     | Pamela Conti        |
|    | Italia (bandiera)    | C     | Giulia Domenichetti |
|    | Italia (bandiera)    | C     | Tamara Pintus       |
|    | Italia (bandiera)    | C     | Rossella Sardu      |
|    | Italia (bandiera)    | A     | Fabiana Colasuonno  |
|    | Italia (bandiera)    | A     | Chiara Gazzoli      |
|    | Italia (bandiera)    | A     | Rita Guarino        |
|    | Danimarca (bandiera) | A     | Merete Pedersen     |
|    | Italia (bandiera)    | A     | Caterina Uras       |
|    | Italia (bandiera)    | A     | Valentina Valenti   |

## Calciomercato

### Sessione estiva
| Acquisti | Acquisti        | Acquisti      | Acquisti   |
| R.       | Nome            | da            | Modalità   |
| -------- | --------------- | ------------- | ---------- |
| D        | Elisabetta Tona | Fiammamonza   | definitivo |
| A        | Rita Guarino    | Foroni Verona | definitivo |
| A        | Merete Pedersen | Odense        | definitivo |

| Cessioni | Cessioni | Cessioni | Cessioni |
| R.       | Nome     | a        | Modalità |
| -------- | -------- | -------- | -------- |
|          |          |          |          |

## Risultati

### Serie A

#### Girone di andata
| Arbitro: | Benelli (Rimini) |

|  |           |                                  |
|  | Marcatori | 6’, 44’, 57’ Guarino 85’ Placchi |

| Sassari 20 settembre 2003, ore 16:00 CEST 2ª giornata | Torres Terra Sarda | 0 – 0 referto | ACF Milan | Stadio Vanni Sanna\| Arbitro: \| Sassu (Alghero) \| |
| Arbitro:                                              | Sassu (Alghero)    |               |           |                                                     |

| Arbitro: | Rinaldi (Milano) |

|            |           |                                    |
| Romani 41’ | Marcatori | 21’, 56’, 83’ Guarino 49’ Pedersen |

| Arbitro: | Manca (Carbonia) |

|                          |           |  |
| Pedersen 16’, 45+1’, 76’ | Marcatori |  |

1º novembre 2003, 5ª giornata: la Torres Terra Sarda riposa.
| Arbitro: | Montevecchi (Faenza) |

|                          |           |                             |
| Mad. Gozzi 38’, 55’, 60’ | Marcatori | 54’ Pedersen 65’ Colasuonno |

| Arbitro: | Branciforte (Nuoro) |

|                            |           |                          |
| Colasuonno 30’ Guarino 71’ | Marcatori | 33’ Di Bari 90+4’ Pasqui |

| Arbitro: | Lo Russo (Torino) |

|                  |           |                                             |
| Hofer 72’ (rig.) | Marcatori | 8’, 87’ Guarino 22’, 45’ Pedersen 29’ Conti |

| Arbitro: | Benzi (Cagliari) |

|                                                                |           |            |
| Domenichetti 17’ Colasuonno 39’ Pedersen 87’ Pintus 89’ (rig.) | Marcatori | 90’ Sodini |

| Arbitro: | Caissutti (Udine) |

|  |           |                                                      |
|  | Marcatori | 4’ (aut.) Bianchi 12’, 32’, 37’ Guarino 73’ Pedersen |

| Arbitro: | Pillai (Cagliari) |

|                   |           |  |
| Pedersen 28’, 78’ | Marcatori |  |

| Arbitro: | Peretti (Verona) |

|                               |           |                            |
| Gabbiadini 52’ De Stefano 63’ | Marcatori | 63’, 87’ Pedersen 86’ Tona |

| Arbitro: | Monderna (Roma) |

|                                |           |  |
| Placchi 40’ Tona 86’ Masia 88’ | Marcatori |  |

#### Girone di ritorno
| Sassari 17 gennaio 2004, ore 14:30 CET 14ª giornata | Torres Terra Sarda   | 0 – 0 referto | Letti Cosatto Tavagnacco | Stadio comunale Latte Dolce (ca. 200 spett.)\| Arbitro: \| Carrucciu (Cagliari) \| |
| Arbitro:                                            | Carrucciu (Cagliari) |               |                          |                                                                                    |

| Arbitro: | Sguizzato (Verona) |

|           |           |                |
| Ulivi 81’ | Marcatori | 42’ Colasuonno |

| Sassari 31 gennaio 2004, ore 14:30 CET 16ª giornata                                                         | Torres Terra Sarda | 6 – 1 referto | Como 2000 | Stadio comunale Latte Dolce |
| \| \| \| \| \| Ceroni 20’ Marchio 38’ Tona 61’ Pedersen 73’, 74’ Guarino 79’ \| Marcatori \| 48’ Novelli \| |                    |               |           |                             |
| |                    |               |           |                             |
| Ceroni 20’ Marchio 38’ Tona 61’ Pedersen 73’, 74’ Guarino 79’                                               | Marcatori          | 48’ Novelli   |           |                             |

| Arbitro: | Romano (Pisa) |

|            |           |                                                               |
| Prandi 30’ | Marcatori | 43’ (rig.) Pintus 67’ Pedersen 77’ Guarino 80’ Tona 83’ Conti |

21 febbraio 2004, 18ª giornata: la Torres Terra Sarda riposa.
| Arbitro: | Del Giovane (Albano Laziale) |

|              |           |             |
| Pedersen 90’ | Marcatori | 16’ Gazzoli |

| Arbitro: | Di Giovanni (Isernia) |

|               |           |                        |
| Coletta 90+3’ | Marcatori | 20’, 57’, 68’ Pedersen |

| Arbitro: | Sassu (Alghero) |

|                                  |           |  |
| Pedersen 30’, 32’ Colasuonno 45’ | Marcatori |  |

| Arbitro: | Rinaldi (Milano) |

|            |           |                   |
| Sodini 40’ | Marcatori | 10’, 16’ Pedersen |

| Castelsardo 3 aprile 2004, ore 16:00 CEST 23ª giornata | Torres Terra Sarda | 0 – 0 referto | Bardolino Verona | Stadio comunale (ca. 300 spett.)\| Arbitro: \| Farinelli (Roma) \| |
| Arbitro:                                               | Farinelli (Roma)   |               |                  |                                                                    |

| Arbitro: | Mottadelli (Seregno) |

|  |           |                      |
|  | Marcatori | 78’ Pintus 88’ Conti |

| Arbitro: | Benzi (Trapani) |

|                                               |           |              |
| Pedersen 23’ Tona 29’ Guarino 85’ Conti 90+2’ | Marcatori | 72’ Paliotti |

| Agliana 8 maggio 2004, ore 16:00 CEST 26ª giornata           | Agliana   | 0 – 3 referto              | Torres Terra Sarda | Stadio comunale Germano Bellucci |
| \| \| \| \| \| \| Marcatori \| 8’, 53’ Pedersen 25’ Conti \| |           |                            |                    |                                  |
|                                                              |           |                            |                    |                                  |
|                                                              | Marcatori | 8’, 53’ Pedersen 25’ Conti |                    |                                  |

### Coppa Italia
| Baratili San Pietro 6 gennaio 2004, ore 15:00 CET Quarto turno                        | Atletico Oristano | 1 – 4 referto                           | Torres Terra Sarda | Stadio comunale |
| \| \| \| \| \| Marsico 1t’ \| Marcatori \| 10’ Colasuonno Pedersen Guarino Placchi \| |                   |                                         |                    |                 |
|                                                                                       |                   |                                         |                    |                 |
| Marsico 1t’                                                                           | Marcatori         | 10’ Colasuonno Pedersen Guarino Placchi |                    |                 |

| Arbitro: | Cafari (Cassino) |

|  |           |                                                       |
|  | Marcatori | 25’ Masia 27’ Conti 29’ Carrus 76’ Guarino 90’ Pintus |

| Arbitro: | Moi (Tortolì) |

|                                                                                  |           |  |
| Guarino 9’, 18’ Tona 10’ Pintus 28’, 60’ (rig.) Pedersen 40’, 83’, 87’ Conti 50’ | Marcatori |  |

| Arbitro: | Di Bianca (Aprilia) |

|                                                            |           |                       |
| Guarino 21’, 47’ (rig.), 70’ Conti 42’ Pedersen 80’, 90+3’ | Marcatori | 7’ Ulivi 15’ Zambetta |

| Arbitro: | Vanoli (Novara) |

|  |           |                |
|  | Marcatori | 36’ Colasuonno |

| Arbitro: | Riccardo Tozzi (Ostia) |

|                                                                         |           |  |
| Conti 46’ Pedersen 53’ Guarino 62’ Colasuonno 64’, 73’ Mon. Placchi 89’ | Marcatori |  |

## Statistiche

### Statistiche di squadra
| Competizione | Punti | In casa | In casa | In casa | In casa | In casa | In casa | In trasferta | In trasferta | In trasferta | In trasferta | In trasferta | In trasferta | Totale | Totale | Totale | Totale | Totale | Totale | DR  |
| Competizione | Punti | G       | V       | N       | P       | Gf      | Gs      | G            | V            | N            | P            | Gf           | Gs           | G      | V      | N      | P      | Gf     | Gs     | DR  |
| ------------ | ----- | ------- | ------- | ------- | ------- | ------- | ------- | ------------ | ------------ | ------------ | ------------ | ------------ | ------------ | ------ | ------ | ------ | ------ | ------ | ------ | --- |
| Serie A      | 57    | 12      | 7       | 5       | 0       | 26      | 5       | 12           | 10           | 1            | 1            | 39           | 11           | 24     | 17     | 6      | 1      | 65     | 16     | +49 |
| Coppa Italia | -     | 3       | 3       | 0       | 0       | 21      | 2       | 3            | 3            | 0            | 0            | 10           | 1            | 6      | 6      | 0      | 0      | 31     | 3      | +28 |
| Totale       | -     | 15      | 10      | 5       | 0       | 47      | 7       | 15           | 13           | 1            | 1            | 49           | 12           | 30     | 23     | 6      | 1      | 96     | 19     | +77 |

### Andamento in campionato
| Giornata  | 1 | 2 | 3 | 4 | 5 | 6 | 7 | 8 | 9 | 10 | 11 | 12 | 13 | 14 | 15 | 16 | 17 | 18 | 19 | 20 | 21 | 22 | 23 | 24 | 25 | 26 |
| --------- | - | - | - | - | - | - | - | - | - | -- | -- | -- | -- | -- | -- | -- | -- | -- | -- | -- | -- | -- | -- | -- | -- | -- |
| Luogo     | T | C | T | C | - | T | C | T | C | T  | C  | T  | C  | C  | T  | C  | T  | -  | C  | T  | C  | T  | C  | T  | C  | T  |
| Risultato | V | P | V | V | - | P | N | V | V | V  | V  | V  | V  | N  | N  | V  | V  | -  | N  | V  | V  | V  | N  | V  | V  | V  |
| Posizione |   |   |   |   |   | 5 |   |   |   |    |    |    | 2  | 2  | 2  | 2  | 2  | 2  | 2  | 2  | 2  | 2  | 2  | 2  | 2  | 2  |

Legenda:

Luogo: C = Casa; T = Trasferta. Risultato: V = Vittoria; N = Pareggio; P = Sconfitta.

### Statistiche delle giocatrici
| Giocatore       | Serie A  | Serie A | Serie A     | Serie A    | Coppa Italia | Coppa Italia | Coppa Italia | Coppa Italia | Totale   | Totale | Totale      | Totale     |
| Giocatore       | Presenze | Reti    | Ammonizioni | Espulsioni | Presenze     | Reti         | Ammonizioni  | Espulsioni   | Presenze | Reti   | Ammonizioni | Espulsioni |
| --------------- | -------- | ------- | ----------- | ---------- | ------------ | ------------ | ------------ | ------------ | -------- | ------ | ----------- | ---------- |
| C. Brunozzi     | ?        | -?      | ?           | ?          | 6            | -3           | ?            | ?            | 6+       | -3+    | ?           | ?          |
| F. Carboni      | ?        | ?       | ?           | ?          | 1            | 0            | ?            | ?            | 1+       | 0+     | ?           | ?          |
| E. Carrus       | ?        | ?       | ?           | ?          | 4            | 1            | ?            | ?            | 4+       | 1+     | ?           | ?          |
| S. Ceroni       | ?        | ?       | ?           | ?          | 6            | ?            | ?            | ?            | 6+       | ?      | ?           | ?          |
| F. Colasuonno   | ?        | ?       | ?           | ?          | 4            | 4            | ?            | ?            | 4+       | 4+     | ?           | ?          |
| P. Conti        | ?        | ?       | ?           | ?          | 6            | 4            | ?            | ?            | 6+       | 4+     | ?           | ?          |
| M. Cortesi      | ?        | ?       | ?           | ?          | -            | -            | -            | -            | 0+       | 0+     | 0+          | 0+         |
| G. Domenichetti | ?        | ?       | ?           | ?          | 4            | 0            | ?            | ?            | 4+       | 0+     | ?           | ?          |
| C. Gazzoli      | ?        | ?       | ?           | ?          | -            | -            | -            | -            | 0+       | 0+     | 0+          | 0+         |
| N. Grassi       | ?        | ?       | ?           | ?          | 1            | 0            | ?            | ?            | 1+       | 0+     | ?           | ?          |
| R. Guarino      | ?        | 16      | ?           | ?          | 5            | 8            | 1            | ?            | 5+       | 24     | 1+          | ?          |
| V. Glino        | ?        | ?       | ?           | ?          | 4            | 0            | ?            | ?            | 4+       | 0+     | ?           | ?          |
| L. Marchio      | ?        | ?       | ?           | ?          | 6            | 0            | ?            | ?            | 6+       | 0+     | ?           | ?          |
| G. Masia        | ?        | ?       | ?           | ?          | 6            | 1            | ?            | ?            | 6+       | 1+     | ?           | ?          |
| M. Pedersen     | ?        | 26      | ?           | ?          | 6            | 7            | ?            | ?            | 6+       | 33     | ?           | ?          |
| T. Pintus       | ?        | ?       | ?           | ?          | 5            | 3            | ?            | ?            | 5+       | 3+     | ?           | ?          |
| M. Placchi      | ?        | ?       | ?           | ?          | 6            | 2            | ?            | ?            | 6+       | 2+     | ?           | ?          |
| R. Sardu        | ?        | ?       | ?           | ?          | -            | -            | -            | -            | 0+       | 0+     | 0+          | 0+         |
| E. Tona         | ?        | ?       | ?           | ?          | 5            | 1            | ?            | ?            | 5+       | 1+     | ?           | ?          |
| C. Uras         | ?        | ?       | ?           | ?          | 1            | 0            | ?            | ?            | 1+       | 0+     | ?           | ?          |
| V. Valenti      | ?        | ?       | ?           | ?          | 4            | 0            | ?            | ?            | 4+       | 0+     | ?           | ?          |
| T. Winkler      | ?        | -?      | ?           | ?          | 0            | 0            | 0            | 0            | 0+       | 0+     | 0+          | 0+         |
| P. Zonza        | ?        | ?       | ?           | ?          | 0            | 0            | 0            | 0            | 0+       | 0+     | 0+          | 0+         |